# 岗巴县
岗巴县（藏語：གམ་པ་རྫོང，威利转写：gam pa rdzong，藏语拼音：Gamba Zong）是中华人民共和国西藏自治区日喀则市下属的一个县；藏语中意思是“雪山附近”。

## 历史沿革
14世纪中帕木竹巴政權推行宗谿制度，建岗巴宗，岗巴宗政府設在岗巴宗古堡，位于現在的岗巴县城东北面。
解放軍入藏後，岗巴宗行政区不變。1959年藏區騷亂後，1960年岗巴宗改為岗巴区，劃入日喀则专区定结县（驻岗嘎）。1962年岗巴区改為岗巴县，划入江孜专区。1964年撤销岗巴县，并入定结县，划入日喀则专区。1965年恢复岗巴县，仍屬日喀则专区。1970年日喀则专区改为日喀则地区。

## 行政区划
岗巴县下辖1个镇、4个乡：
岗巴镇、昌龙乡、直克乡、孔玛乡和龙中乡。

## 人口
根据第七次人口普查数据，截至2020年11月1日零时，岗巴县常住人口为11276人。

## 交通
- 219国道过境。

## 駐軍
组建于1961年的西藏军区边防第二营，編號77656部队，驻地是岗巴县，通称岗巴营，是中國人民解放军驻地海拔最高的建制营。2016年8月，中央軍委主席習近平簽署命令，授予77656部隊「高原戍邊模范營」榮譽稱號。

## 特产
当地特产为岗巴羊，属于中国地理标志产品。